# Kleningen
Kleningen är en sjö i Dals-Eds kommun i Dalsland och ingår i Göta älvs huvudavrinningsområde. Sjön har en area på 0,127 kvadratkilometer och ligger 209,7 meter över havet. Kleningen ligger i Trestickla-Boksjön Natura 2000-område. Sjön avvattnas av vattendraget Getbroälven.

## Delavrinningsområde
Kleningen ingår i det delavrinningsområde (655076-126834) som SMHI kallar för Inloppet i Stora Tresticklan. Medelhöjden är 225 meter över havet och ytan är 0,73 kvadratkilometer. Det finns inga avrinningsområden uppströms utan avrinningsområdet är högsta punkten. Getbroälven som avvattnar avrinningsområdet har biflödesordning 4, vilket innebär att vattnet flödar genom totalt 4 vattendrag innan det når havet efter 294 kilometer. Avrinningsområdet består mestadels av skog (83 procent). Avrinningsområdet har 0,13 kvadratkilometer vattenytor vilket ger det en sjöprocent på 17,1 procent.